# 流水线调度
流水线调度（英語：Flow-shop scheduling）是计算机科学及运筹学中的一个最佳化問題，是最优作业调度的一个变体。在一般的作业调度问题中，我们有从{\displaystyle J_{1}}到{\displaystyle J_{n}}这n个工作，每项工作都具有不同的完成时间。我们需要做的是最小化加工周期，也就是完成所有工作所用的时间。而在流水线调度的问题中，每项工作都需要经过m道工序，且第i道工序必须在第i台机器上完成，每台机器在同一时间最多去完成一项任务。
流水线调度是一种特殊的作业车间调度，所有的工作都必须按照严格的时间顺序进行。该调度模式不仅适用于生产规划，同时也适用于计算设计。排列流水线调度问题是流水线调度问题的一种特殊类型，在排列流水线调度问题中，所有工作在每道工序上的完成顺序是相同的。
在最优作业调度问题的标准三字段表示法中，流水线调度在第一个字段中用F表示。例如{\displaystyle F3|p_{ij}|C_{\max }}用于表示三机流水线调度问题，每项工作在每道工序都有自己的加工时间，目标是最小化使最大完成时间。

## 目标函数
在流水线调度问题中，我们通常会去对所有工序上的工作进行排序，从而对一个或多个目标函数进行优化。通常会用到的目标函数如下：
1. （平均）流程时间{\displaystyle \sum (w_{i})F_{i}}
2. 加工周期max
3. （平均）延迟{\displaystyle \sum (w_{i})T_{i}}

## 时间及空间复杂度
加雷等人在1976年的研究成果表明，绝大部分的流水线调度问题均属于NP困难问题，但是也存在少部分流水线调度问题能在{\displaystyle O(nlogn)}时间里解决,比如说{\displaystyle F2|prmu|C_{max}}问题就是其中之一，可以通过詹森法则来实现。